# ألبرت غريزينسكي

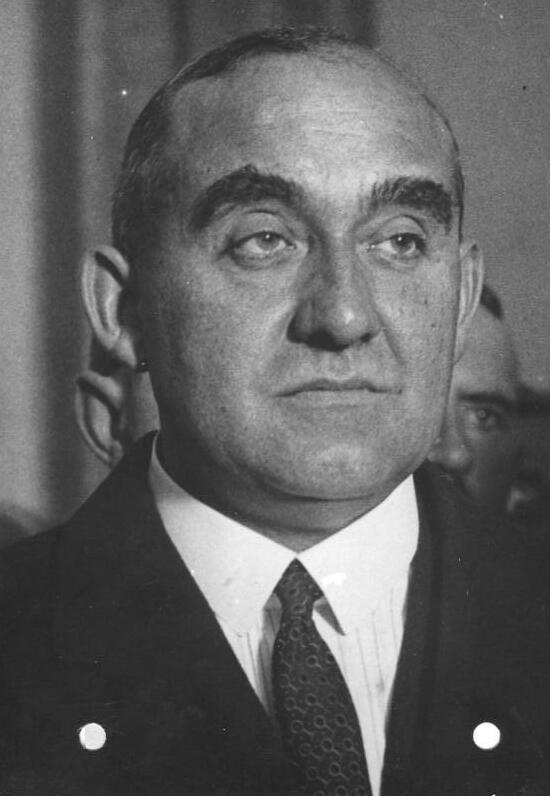
ألبرت غريزينسكي (1926)

كان ألبرت كارل غريزينسكي (28 يوليو 1879 - 12 يناير 1948) سياسيًا من الحزب الاشتراكي الديمقراطي الألماني ووزيرًا لبروسيا من 1926 إلى 1930.

## سيرة شخصية
ولد ألبرت ليمان في آلتنتربتوو، ألمانيا، الابن غير الشرعي لخادمة. تولى اسم زوج والدته في عام 1892. أصبح عضوا في الحزب الديمقراطي الاشتراكي في عام 1897. في عام 1919، أصبح وكيل وزارة الخارجية في وزارة الحرب البروسية. ورفض منصب وزير الدفاع الرايشويور في عام 1920. من 1922 إلى 1924، كان رئيسًا لشرطة بروسيا، ومن 1925 إلى 1926، كان رئيسًا لشرطة برلين.
بعد صعود النازيين إلى السلطة، ظهر أسمه في القائمة الأولى  للألمان، الذين تم تجريدهم من الجنسية بصورة تعسفية وفقًا لقانون جديد، والذي أعقب الاستيلاء على جميع ممتلكاته في ألمانيا، أصبح عديم الجنسية. هرب إلى سويسرا في عام 1933. ثم هاجر إلى فرنسا، وفي عام 1937، إلى الولايات المتحدة. في المنفى، كان ناشطا في المنظمات المناهضة للنازية. توفي في كوينز، نيويورك.

## المؤلفات
- ألبرت غريزينسكي: إم كامبف أم دي دويتش ريببليك . Erinnerungen eines Sozialdemokraten. Herausgegeben von Eberhard Kolb . München 2001 (Schriftenreihe der Stiftung Reichspräsident-Friedrich-Ebert-Gedenkstätte 9).

## روابط خارجية
- ألبرت غريزينسكي على موقع مونزينجر (الألمانية)